# Gare de Nishi-Shimmachi
La gare de Nishi-Shimmachi (西新町駅, Nishi-Shimmachi-eki) est une gare ferroviaire localisée dans la ville d'Akashi, dans la préfecture de Hyōgo au Japon. La gare est exploitée par la compagnie Sanyo Electric Railway, sur la ligne principale Sanyo Electric Railway. Le numéro de la gare est SY 18.

## Situation ferroviaire
Établie à 6 mètres d'altitude, la gare de Nishi-Shimmachi est située au point kilométrique (PK) 16.9 de la ligne principale Sanyo Electric Railway.

## Histoire
C'est le 19 août 1923 que la gare est inaugurée.
En 2013, la fréquentation journalière de la gare était de  2 126 personnes.
| 2010  | 2011  | 2012  | 2013  |
| 1 921 | 2 027 | 2 085 | 2 126 |

## Service des voyageurs

### Accueil
La gare est une halte sans service et sans personnel.

### Desserte
La gare de Nishi-Shimmachi est une gare disposant de deux quais et de deux voies.
| N° de voie | Ligne | Direction       |
| ---------- | ----- | --------------- |
| 1          | Sanyō | Himeji - Aboshi |
| 2          | Sanyō | Kōbe - Ōsaka    |

Installations et desserte
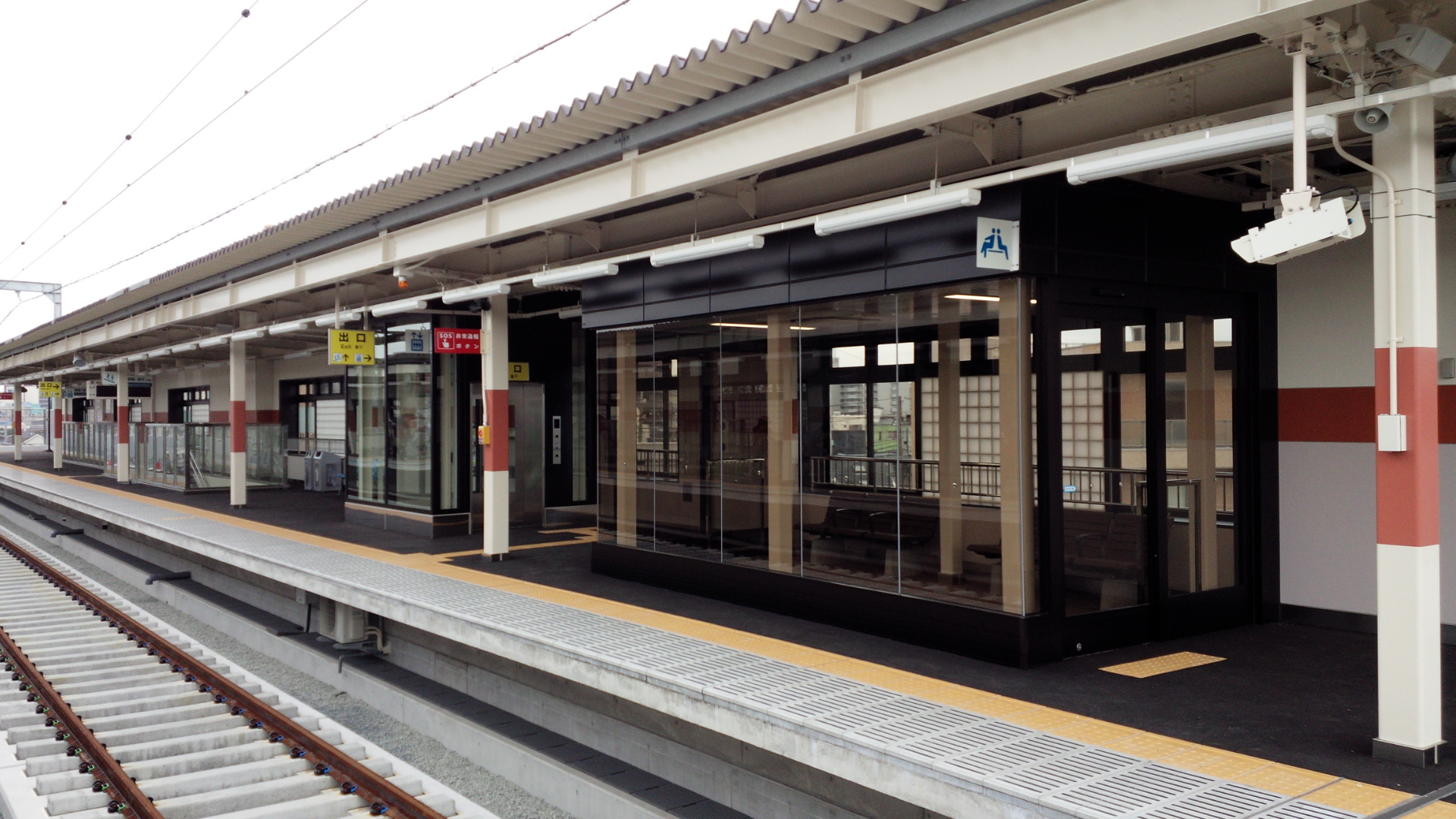
Voies et quais.
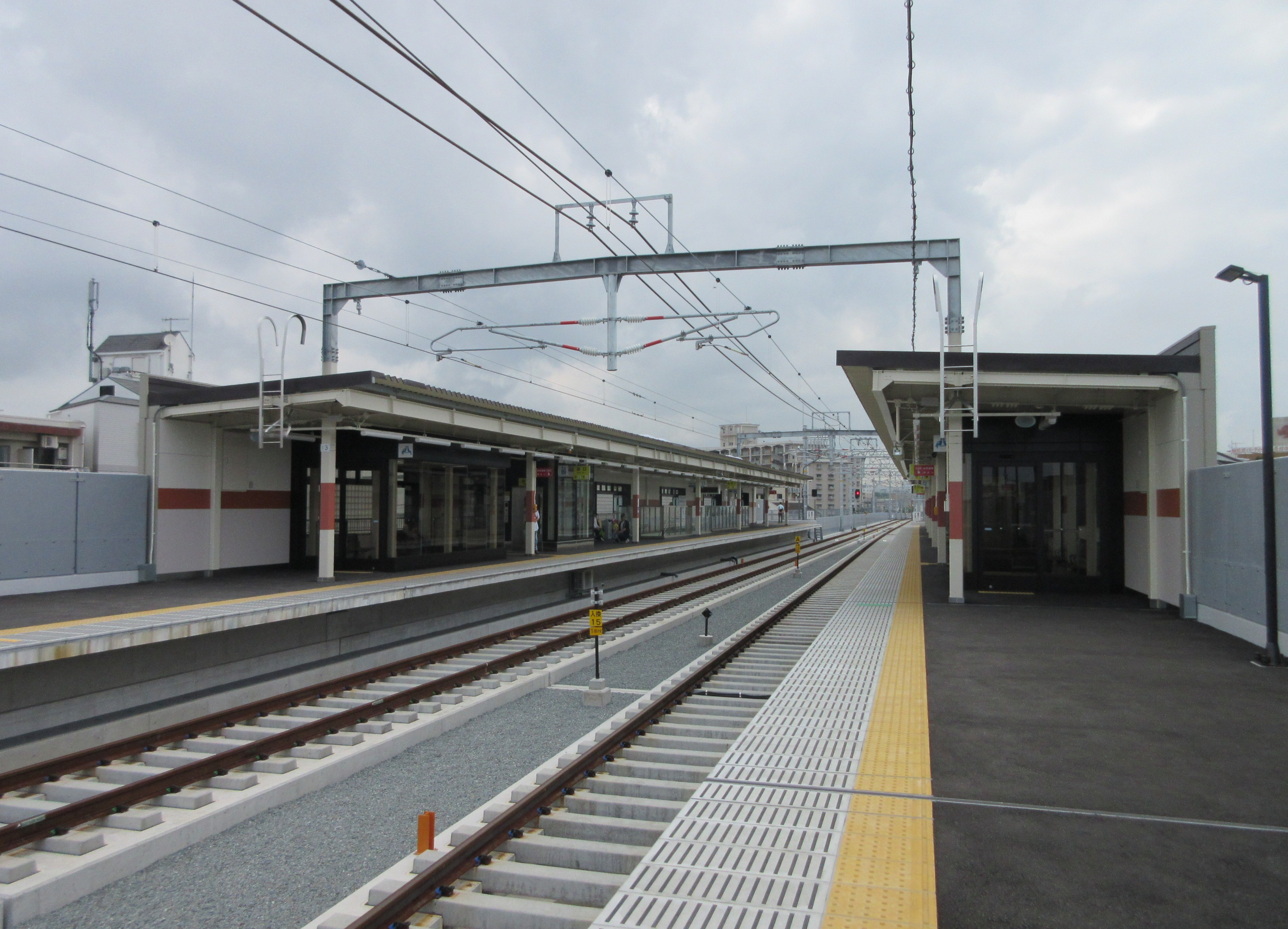
Voies et quais.
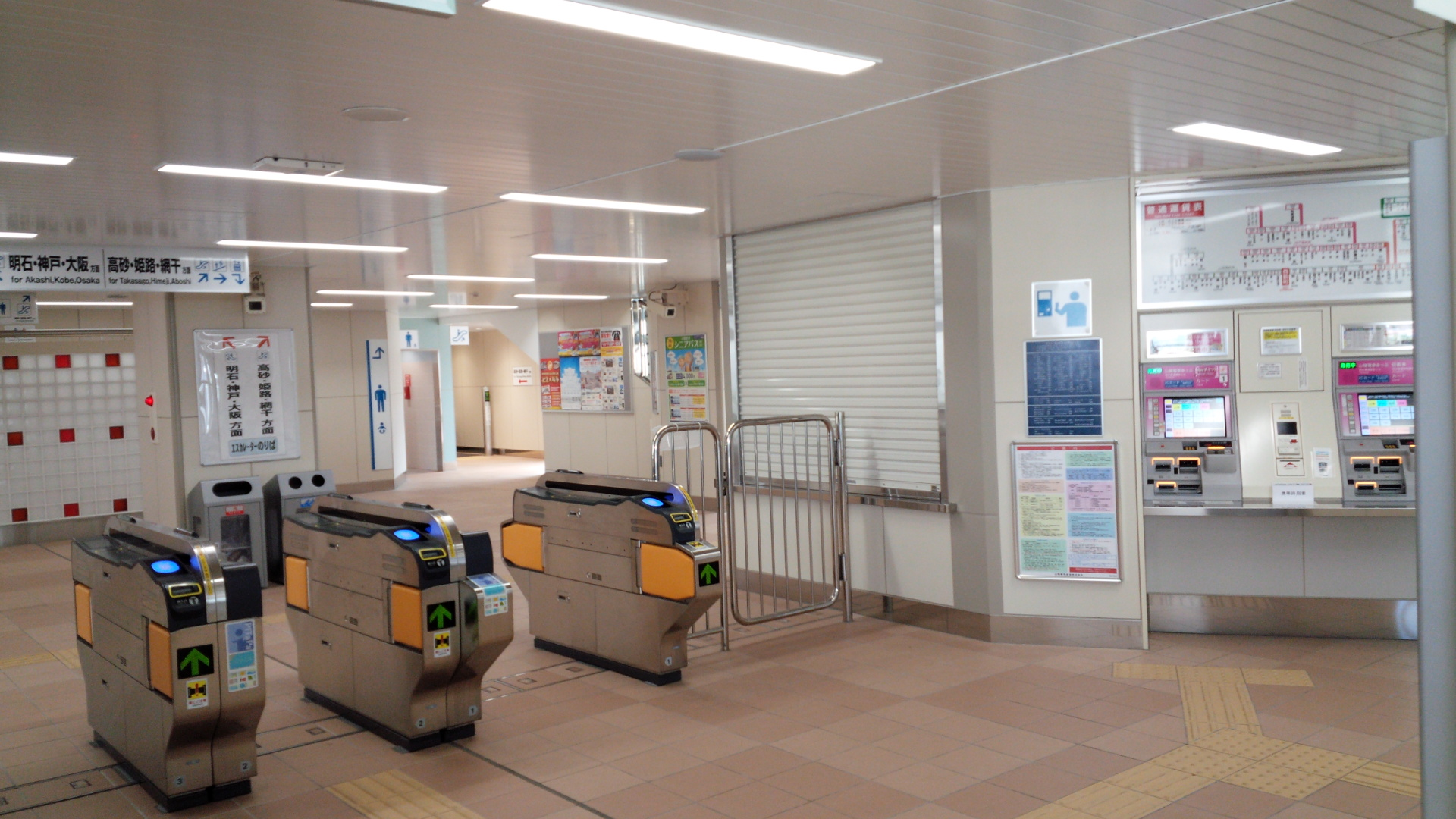
Portillons d'accès aux qais.

### Intermodalité

#### Bus
Des bus de la compagnie Shinki Bus desservent la gare.

### Site d’intérêt
- Le sanctuaire shinto Izanami-jinja
- Les temples Muryoko-ji et Zenraku-ji